# Billia
Billia ist eine Pflanzengattung mit zwei Arten innerhalb der Familie der Seifenbaumgewächse (Sapindaceae). Der Gattungsname ehrt den österreichischen Botaniker Johann Georg Bill (1813–1870).

## Beschreibung

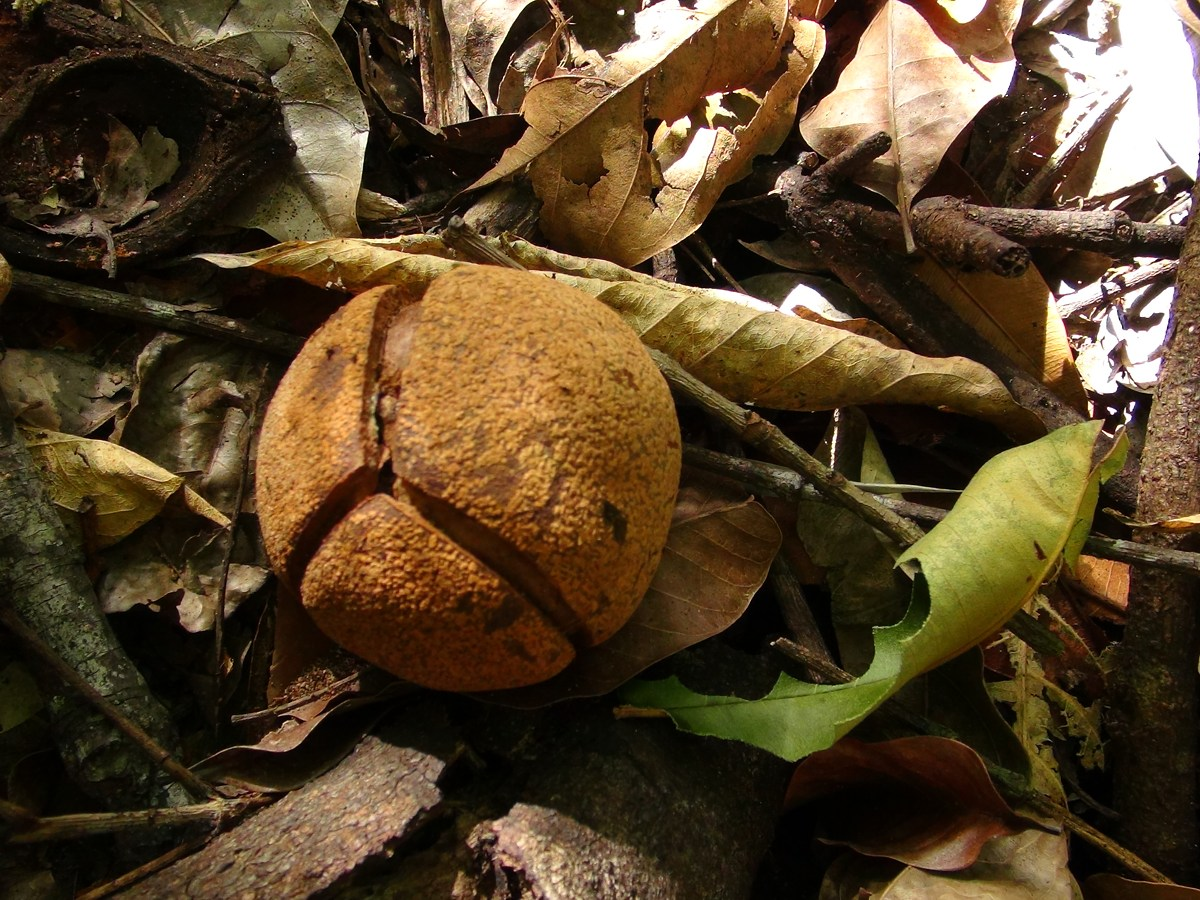
Kapselfrucht von Billia spec.

### Erscheinungsbild und Blätter
Billia-Arten sind laubabwerfende oder immergrüne Bäume, die Wuchshöhen von bis zu 30 Metern erreichen. Die Baumkrone ist gerundet oder ausgebreitet.
Die gegenständig angeordneten, relativ großen, Laubblätter sind in Blattstiel und Blattspreite gegliedert. Die kahlen Blattstiele sind relativ lang, aber kürzer als die Blattfiedern und ihre Basis verbreitert sich und ist etwas stängelumfassend. Die zusammengesetzten Blattspreiten sind dreiteilig gefingert. Die lederigen, kahlen Blattfiedern sind eiförmig oder elliptisch mit einem zugespitzten oberen Ende, dabei ist die Träufelspitze am obersten Ende stumpf. Die Blattränder sind glatt. Es liegt Fiedernervatur vor. Die Stielchen der Blattfiedern sind kurz. Nebenblätter fehlen.

### Blütenstände und Blüten
Billia-Arten bilden auffällige, endständige, bis zu 25 Zentimeter lange, ährige oder verzweigte Blütenstände, die viele Blüten enthalten. Die Tragblätter sind den Laubblättern ähnlich und die kleinen Deckblätter hinterlassen an den Blütenstandsachsen auffällige Ringe. Die Blüten eines Blütenstandes sind zwittrig und eingeschlechtig.
Die Blüten können zwittrig oder eingeschlechtig sein. Die Blüten sind zygomorph mit doppelter Blütenhülle. Die fünf freien Kelchblätter sind oft rot bis purpurfarben, ungleich, eiförmig bis länglich und überlappen sich an ihrer Basis dachziegelartig. Die vier oder seltener fünf freien, genagelten Kronblätter sind ungleich, rot oder weiß mit einer gelben oder rosafarbenen Basis. An der flaumig behaarten Basis des Nagels der Kronblätter befinden sich zwei oder ein zweispaltiges Anhängsel. Von den 8 bis 25 Millimeter langen Kronblättern ist das obere Paar kürzer als das seitliche. Der unilaterale Diskus ist vier- oder dreilappig und exzentrisch. Die sechs bis acht Staubblätter überragten die Blütenkrone weit. Die Staubfäden sind ungleich 20 bis 30 Millimeter lang und bogenförmig aufsteigend. Die gelben Staubbeutel sind drüsig am Ende der Pollenfächer. Die colporaten Pollenkörner sind fein gerillt. Meist drei, selten zwei oder vier Fruchtblätter sind zu einem kahlen oder flaumig behaarten, tief-rosafarbenen, länglich-spindelförmigen, oberständigen Fruchtknoten verwachsen. Je Fruchtblatt sind zwei Samenanlagen vorhanden. Der Griffel endet in einer punktförmigen Narbe.

### Früchte und Samen
Die 5 bis 8 Zentimeter langen, etwas kantigen, lokuliziden Kapselfrüchte sind ledrig, glatt oder etwas schuppig. Die Kapselfrüchte öffnen sich mit meist drei Fruchtklappen und enthalten meist nur einen, selten bis zu drei Samen.
Die braunen oder schwarzen Samen weisen einen Durchmesser von 3 bis 5 Zentimetern auf. Auf den Samen befindet sich ein kleines, helles Hilum.

## Systematik und Verbreitung
Die Gattung Billia wurde 1858 durch Johann Joseph Peyritsch in Botanische Zeitung (Berlin), Band 16, S. 153 aufgestellt. Der Name Billia Peyr. nom. cons. wurde konserviert (Melbourne ICN Art. 14 & App. III) gegenüber dem früher veröffentlichten Homonym (Melbourne ICN Art. 53.3) Billya Cass. nom. rej. Typusart ist Billia hippocastanum Peyr.
Die Gattung Billia gehört zur Unterfamilie Hippocastanoideae innerhalb der Familie Sapindaceae.
Das Verbreitungsgebiet reicht vom südlichen Mexiko bis nördlichen Südamerika: Venezuela, Kolumbien und Ecuador (in den Provinzen Bolívar, Carchi, Esmeraldas, Imbabura, Napo).
Zur Gattung Billia werden nur zwei Arten gerechnet:
- Billia hippocastanum Peyr. (Syn.: Aesculus mexicana Benth. & Hook.f. ex Hemsl.): Sie ist in Zentralamerika vom südlichen Mexiko bis Costa Rica verbreitet.[9]
- Billia rosea (Planch. & Linden), C. Ulloa & P.M.Jørg.; Syn.: Billia columbiana Planch. & Linden nom. illeg., Putzeysia rosea (Planch. & Linden): Sie kommt in Costa Rica, Panama, Venezuela, Kolumbien und Ecuador vor.[10]

## Nutzung
Besonders von Billia rosea werden Früchte und Samen in der Volksmedizin genutzt. Die Samen von Billia rosea sind gegart der Edelkastanie ähnlich.